# New Strawn, Kansas
New Strawn là một thành phố thuộc quận Coffey, tiểu bang Kansas, Hoa Kỳ. Năm 2010, dân số của xã này là 394 người.

## Dân số
Dân số các năm:
- Năm 2000: 425 người
- Năm 2010: 394 người